# Diaparsis neoplicator
Diaparsis neoplicator là một loài tò vò trong họ Ichneumonidae.